# 青海日报
《青海日报》，中共青海省委机关报，创刊于1949年10月20日，由中国共产党中央委员会主席毛泽东亲自题名。
1949年10月20日，创刊，基础为原中国人民解放军某军政治部主办的对开半张刊物《新闻》。同年11月，中国共产党主席毛泽东亲自题名，并于同年12月9日首次启用至今。1992年9月5日，第一张胶版印刷的《青海日报》试印成功。同年9月11日，试印的第一张彩色《青海日报》诞生。同年12月29日，《青海日报》正式实现了激光照排和胶版印刷。2007年2月2日，青报网正式开通，青海省有史以来的第一张数字报纸——《青海日报》数字版于此网刊登。